# Südafrikanische Frauen-Rugby-Union-Nationalmannschaft
Die südafrikanische Frauen-Rugby-Union-Nationalmannschaft ist die Nationalmannschaft Südafrikas in der Sportart Rugby Union und repräsentiert das Land bei allen Länderspielen (Test Matches) der Frauen. Die Mannschaft ist besser bekannt unter ihrem englischen Spitznamen Springbok Women, benannt nach der Springbock-Antilope. Umgangssprachlich wird das Team auf Afrikaans als Vroue-Springbokke bezeichnet (in deren Kurzformen auch Boks oder Bokke genannt). Rugby Union wird als eine der Nationalsportarten Südafrikas betrachtet und die Nationalmannschaft wird vom Zentralverband des Landes, der South African Rugby Union (SARU) geleitet.
2004 trugen die Springbok Women ihr erstes Test Match gegen Wales aus. Seine wichtigsten internationalen Auftritte hat das Team bei den alle vier Jahre stattfindenden Weltmeisterschaften. Südafrika erreichte 2010 und 2014 mit dem zehnten Platz das bestes Ergebnis. Seit 2019 nimmt Südafrika an der jährlichen Afrikameisterschaft teil und entschied alle bisherigen Austragungen für sich. Südafrika spielt traditionell in gold-grünen Trikots und weißen Hosen.

## Organisation
Verantwortlich für die Organisation von Rugby Union in Südafrika ist die South African Rugby Union (SARU), bis 2005 South African Rugby Football Union (SARFU) genannt. Sie entstand 1992 aus der Vereinigung des „weißen“ South African Rugby Board und der für alle „Rassen“ offen stehenden South African Rugby Union. Im Juli desselben Jahres trat der südafrikanische Verband der Confédération Africaine de Rugby (Confederation of African Rugby; heute Rugby Africa), bei, seitdem der mit Abstand größte Verband des Kontinents. Die höchste Rugbyliga Südafrikas ist die Women’s Premier Division, an der acht Mannschaften teilnehmen. Darunter ist die Women’s First Division mit sieben Teams angesiedelt.
Neben der eigentlichen Nationalmannschaft ruft die SARU weitere Auswahlmannschaften zusammen. Die Springbok Women’s Sevens sind die Nationalmannschaft für Siebener-Rugby. Kinder und Jugendliche werden bereits in der Schule an den Rugbysport herangeführt und je nach Interesse und Talent beginnt dann die Ausbildung. Jede südafrikanische Universität besitzt eine eigene Rugbymannschaft, die am Women’s Varsity Cup teilnehmen kann.

## Geschichte

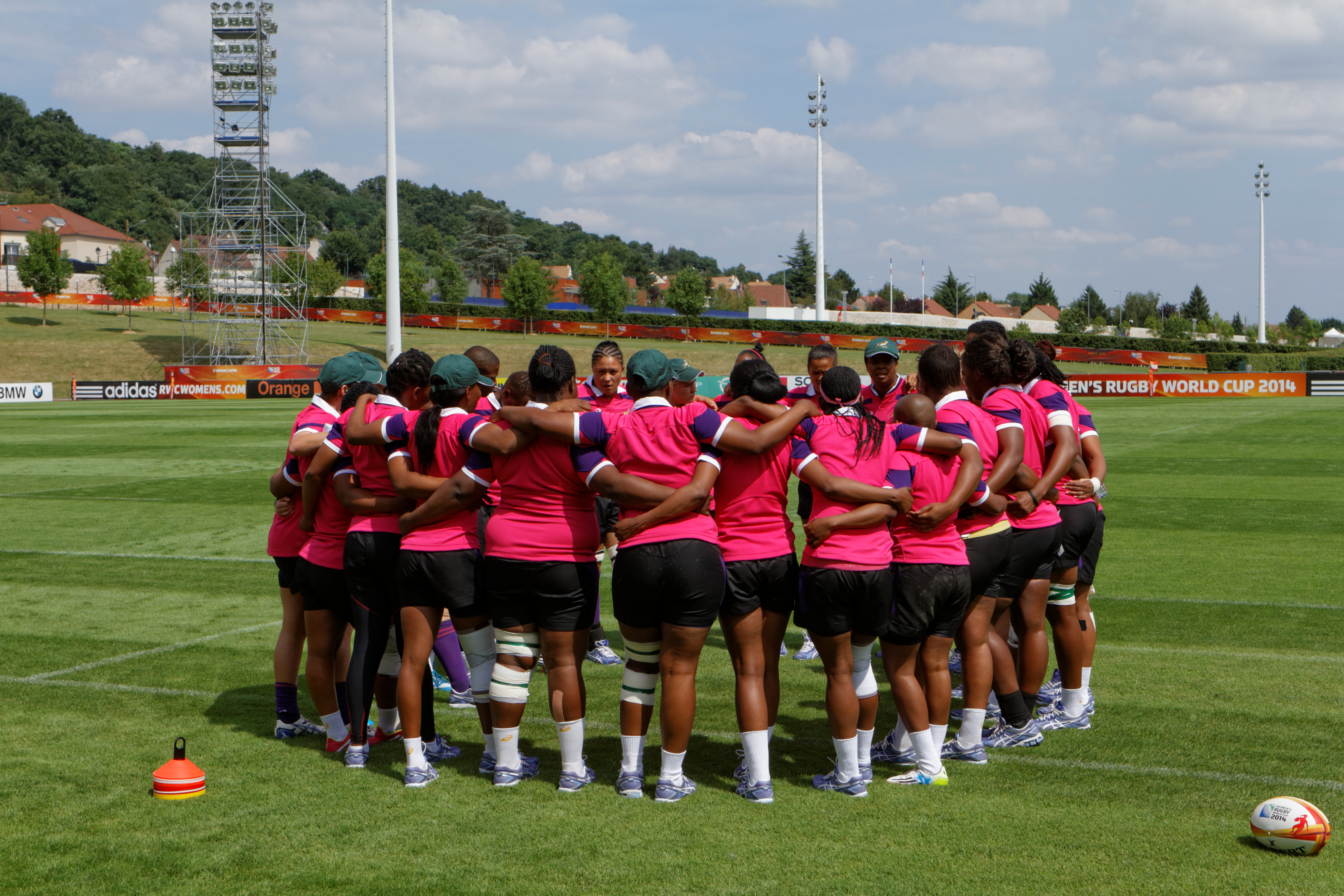
Südafrika bei der Weltmeisterschaft 2014

Die südafrikanische Frauennationalmannschaft spielte 2004 in ihrem ersten Test Match gegen Wales. Sie gewannen die Frauen-Rugby-Union-Afrikameisterschaft viermal: 2019, 2022, 2024 und 2025. Im September 2022 erreichte Südafrika nach Siegen über Japan und Spanien den elften Platz auf der World-Rugby-Weltrangliste.

## Trikot
Südafrika spielt in grünen Trikots mit einem goldgelben Kragen, weißen Hosen und grünen Socken. Auf der linken Brust ist das Logo von SA Rugby und auf der rechten Brust das Springboklogo aufgestickt. Gelb/gold und grün sind die nationalen Sportfarben Südafrikas und finden sich auch auf der Landesflagge.

## Stadien
Wie in den Rugbynationen Frankreich, Irland, Italien, Kanada, Neuseeland, Schottland, den Vereinigten Staaten und Wales gibt es in Südafrika kein offizielles „Nationalstadion“, vielmehr absolvieren die Springbok Women in zahlreichen verschiedenen Orten Südafrikas ihre Heimspiele.

## Test Matches
Südafrika hat 31 seiner bisher 74 Test Matches gewonnen, was einer Gewinnquote von 41,89 % entspricht. Die Statistik der Test Matches Südafrikas gegen alle Nationen, alphabetisch geordnet, ist wie folgt (Stand: 27. April 2025):
| Land               | Spiele | Gewonnen | Unent- schieden | Verloren | % Siege |
| ------------------ | ------ | -------- | --------------- | -------- | ------- |
| Australien         | 3      | 0        | 0               | 3        | 0,00    |
| England            | 6      | 0        | 0               | 6        | 0,00    |
| Fidschi            | 1      | 0        | 0               | 1        | 0,00    |
| Frankreich         | 5      | 0        | 1               | 4        | 0,00    |
| Irland             | 1      | 0        | 0               | 1        | 0,00    |
| Italien            | 2      | 0        | 0               | 2        | 0,00    |
| Japan              | 2      | 1        | 0               | 1        | 50,00   |
| Kamerun            | 2      | 2        | 0               | 0        | 100,00  |
| Kanada             | 3      | 0        | 0               | 3        | 0,00    |
| Kasachstan         | 4      | 3        | 0               | 1        | 75,00   |
| Kenia              | 6      | 6        | 0               | 0        | 100,00  |
| Madagaskar         | 2      | 2        | 0               | 0        | 100,00  |
| Namibia            | 1      | 1        | 0               | 0        | 100,00  |
| Neuseeland         | 1      | 0        | 0               | 1        | 0,00    |
| Niederlande        | 2      | 2        | 0               | 0        | 100,00  |
| Samoa              | 3      | 1        | 1               | 1        | 33,33   |
| Schottland         | 5      | 2        | 0               | 3        | 40,00   |
| Simbabwe           | 1      | 1        | 0               | 0        | 100,00  |
| Spanien            | 8      | 5        | 0               | 3        | 62,50   |
| Uganda             | 2      | 2        | 0               | 0        | 100,00  |
| Vereinigte Staaten | 6      | 1        | 0               | 5        | 16,67   |
| Wales              | 8      | 2        | 0               | 6        | 25,00   |
| Gesamt             | 74     | 31       | 2               | 41       | 41,89   |

## Erfolge

### Weltmeisterschaften
Südafrika hat sich bisher für vier Weltmeisterschaften qualifiziert. Das beste Resultat war der zehnte Platz bei den Turnieren 2010 und 2014.
| Jahr | Resultat           | Spiele             | Siege              | Unent.             | Ndlg.              | +/-                | Punkte             |
| ---- | ------------------ | ------------------ | ------------------ | ------------------ | ------------------ | ------------------ | ------------------ |
| 1991 | nicht eingeladen   | nicht eingeladen   | nicht eingeladen   | nicht eingeladen   | nicht eingeladen   | nicht eingeladen   | nicht eingeladen   |
| 1994 | nicht eingeladen   | nicht eingeladen   | nicht eingeladen   | nicht eingeladen   | nicht eingeladen   | nicht eingeladen   | nicht eingeladen   |
| 1998 | nicht eingeladen   | nicht eingeladen   | nicht eingeladen   | nicht eingeladen   | nicht eingeladen   | nicht eingeladen   | nicht eingeladen   |
| 2002 | nicht eingeladen   | nicht eingeladen   | nicht eingeladen   | nicht eingeladen   | nicht eingeladen   | nicht eingeladen   | nicht eingeladen   |
| 2006 | 12. Platz          | 5                  | 0                  | 0                  | 5                  | 30:258             | 0                  |
| 2010 | 10. Platz          | 5                  | 2                  | 0                  | 3                  | 60:166             | 4                  |
| 2014 | 10. Platz          | 5                  | 1                  | 0                  | 4                  | 34:176             | 0                  |
| 2017 | nicht qualifiziert | nicht qualifiziert | nicht qualifiziert | nicht qualifiziert | nicht qualifiziert | nicht qualifiziert | nicht qualifiziert |
| 2021 | Gruppenphase       | 3                  | 0                  | 0                  | 3                  | 22:136             | 1                  |
| 2025 | qualifiziert       | qualifiziert       | qualifiziert       | qualifiziert       | qualifiziert       | qualifiziert       | qualifiziert       |
| 2029 | noch ausstehend    | noch ausstehend    | noch ausstehend    | noch ausstehend    | noch ausstehend    | noch ausstehend    | noch ausstehend    |
| 2033 | noch ausstehend    | noch ausstehend    | noch ausstehend    | noch ausstehend    | noch ausstehend    | noch ausstehend    | noch ausstehend    |

### Afrikameisterschaften
Südafrika nimmt seit 2019 an den jährlichen Afrikameisterschaften teil und entschied in dem Zeitraum sämtliche Austragungen für sich.
- Turniersiege (4): 2019, 2023, 2024, 2025

## Spielerinnen

### Aktueller Kader
Die folgenden Spielerinnen bildeten den Kader während der WXV 2 2024:
| Spielerin                 | Position         | Verein                   | Länderspiele |
| ------------------------- | ---------------- | ------------------------ | ------------ |
| Felicia Jacobs            | Gedrängehalb     | Boland                   | 06           |
| Tayla Kinsey              | Gedrängehalb     | Sharks                   | 36           |
| Unam Tose                 | Gedrängehalb     | Bulls                    | 20           |
| Byrhandrè Dolf            | Verbinderin      | Bulls                    | 14           |
| Libbie Janse van Rensburg | Verbinderin      | Bulls                    | 23           |
| Zintle Mpupha             | Innendreiviertel | Bulls                    | 21           |
| Aphiwe Ngwevu             | Innendreiviertel | Border                   | 23           |
| Chumisa Qawe              | Innendreiviertel | Bulls                    | 16           |
| Eloise Webb               | Innendreiviertel | Border                   | 11           |
| Jakkie Cilliers           | Außendreiviertel | Bulls                    | 14           |
| Ayanda Malinga            | Außendreiviertel | Bulls                    | 08           |
| Maceala Samboya           | Außendreiviertel | Boland                   | 04           |
| Maria Tshiremba           | Außendreiviertel | Bulls                    | 0            |
| Nadine Roos               | Schlussfrau      | Springbok Women’s Sevens | 12           |

| Spielerin          | Position               | Mannschaft       | Länderspiele |
| ------------------ | ---------------------- | ---------------- | ------------ |
| Roseline Botes     | Haklerin               | Western Province | 20           |
| Micke Gunter       | Haklerin               | Bulls            | 08           |
| Lindelwa Gwala     | Haklerin               | Trailfinders     | 33           |
| Sanelisiwe Charlie | Pfeiler                | Bulls            | 19           |
| Babalwa Latsha     | Pfeiler                | Harlequins       | 30           |
| Azisa Mkiva        | Pfeiler                | Western Province | 10           |
| Yonela Ngxingolo   | Pfeiler                | Bulls            | 29           |
| Nolusindiso Booi   | Zweite-Reihe-Stürmerin | Western Province | 46           |
| Danelle Lochner    | Zweite-Reihe-Stürmerin | Harlequins       | 13           |
| Vainah Ubisi       | Zweite-Reihe-Stürmerin | Bulls            | 15           |
| Lusanda Dumke      | Flügelstürmerin        | Bulls            | 30           |
| Aseza Hele         | Flügelstürmerin        | Boland           | 22           |
| Catha Jacobs       | Flügelstürmerin        | Leicester Tigers | 16           |
| Sinazo Mcatshulwa  | Flügelstürmerin        | Western Province | 32           |
| Anathi Qolo        | Flügelstürmerin        | Bulls            | 04           |
| Sizophila Solontsi | Flügelstürmerin        | Bulls            | 22           |

### Bekannte Spielerinnen
Bisher ist noch keine südafrikanische Spielerin in die World Rugby Hall of Fame aufgenommen worden.